# Guy Laliberté

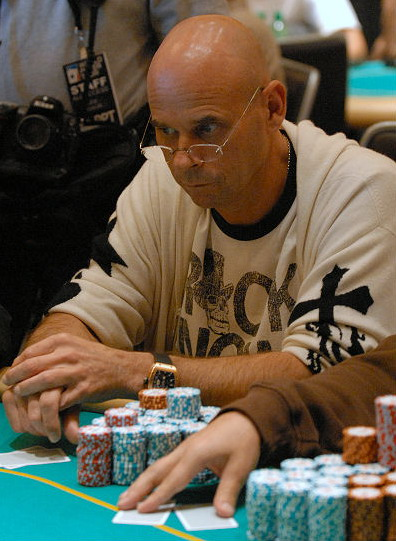
Guy Laliberté

Guy Laliberté (Quebec, Canada, 2 september 1959) is de oprichter en huidig topman van Cirque du Soleil. 

## Biografie
Voor de oprichting van Cirque du Soleil in 1984 was Laliberté straatartiest, nu is hij miljardair en behoort hij volgens Forbes tot de lijst van 1000 rijkste mensen ter wereld (374ste). Laliberté bezit 95% van Cirque du Soleil en daarmee een vermogen van 2,5 miljard dollar.

### Cirque du Soleil
Cirque du Soleil werd in 1984 opgericht door Guy Laliberté en Daniel Gauthier, tijdens de viering van de 450ste verjaardag van de aankomst van de Franse ontdekkingsreiziger Jacques Cartier in Canada (1534). Gauthier stapte in 2001 op, Laliberté is nu de leider van 's werelds grootste circus. Hij creëerde verschillende shows, waarvan sommige de wereld rondreizen en andere op een vaste locatie blijven. Tijdens zijn eerste voorstelling had Laliberté 73 medewerkers, vandaag zijn dit er 3500, waarvan 900 artiesten.

### Pokercarrière
In april 2007 werd Guy Laliberté vierde op het Season Five World Poker Tour en verdiende hij $696.220. Hij nam ook deel aan het vierde seizoen van de pokershow High Stakes Poker op GSN. Ook speelt hij op Full Tilt Poker in de hogere stakes onder de naam "noataima". In 2012 was hij de initiator van het "Big one for One Drop"-toernooi tijdens de World Series of Poker met een buy-in van 1 miljoen dollar. Hij speelde zelf mee en eindigde als vijfde, goed voor een pay-out van 1.834.666 dollar.

### Ruimtetoerist
Laliberté begon in juni 2009 in het Kosmonautentrainingscentrum Joeri Gagarin in Sterrenstad aan zijn opleiding tot kosmonaut. Hij is op 30 september 2009 de ruimte in gegaan in de Russische ruimtecapsule Sojoez TMA-16 op weg naar het Internationaal ruimtestation ISS. Op 11 oktober 2009 is hij weer geland met Sojoez TMA-14 in Kazachstan. Laliberté is hiermee 's werelds zevende zelfgefinancierde ruimtetoerist geworden. Hij heeft voor de reis een bedrag van 35 miljoen dollar betaald.

## Prijzen en erkenning
In 1997 werd hij benoemd tot ridder in de Nationale Orde van Quebec. In 2003 werd hij Officier in de Orde van Canada.
Begin juni 2007 werd hij verkozen tot 's werelds ondernemer van het jaar. In 2010 kreeg hij een ster op de beroemde Hollywood Walk of Fame.